# 潘特马卡萨县
潘特马卡萨县是东帝汶民主共和国欧库西区的一个县，该县面积357.30平方公里，2010年人口普查时时人口为35226，县治位于潘特马卡萨。